# Amilcar CGS
Amilcar CGS är en sportbil från franska Amilcar som tillverkades mellan åren 1923 och 1929.